# Bartosz Mrozek
Bartosz Mrozek, né le 23 février 2000 à Katowice en Pologne, est un footballeur polonais qui évolue au poste de gardien de but au Lech Poznań.

## Biographie

### En club
Né à Katowice en Pologne, Bartosz Mrozek est formé par le Lech Poznań, qu'il rejoint en 2014 en provenance du GKS Tychy. Il commence toutefois sa carrière au Elana Toruń, où il est prêté lors de la saison 2018-2019. Il fait son retour au Lech Poznań à l'issue de son prêt, et prolonge son contrat avec son club formateur le 21 juin 2019.
Le 24 juin 2019, Bartosz Mrozek rejoint le GKS Katowice sous la forme d'un prêt d'une saison.
En mai 2022, à la fin de la saison 2021-2022, Mrozek arrive au Stal Mielec en tant que joker médical en raison de l'absence sur blessures des deux portiers de l'équipe première, Rafał Strączek et Damian Primel. Il prolonge son prêt d'une saison supplémentaire le 15 juin 2022.

### En sélection
Bartosz Mrozek représente la Pologne en sélection, commençant avec l'équipe des moins de 15 ans en jouant trois matchs entre 2014 et 2015.
Sélectionné avec les moins de 17 ans de 2016 à 2017, Mrozek prend part à sept matchs avec cette sélection.
Bartosz Mrozek compte deux sélections avec l'équipe de Pologne des moins de 20 ans, toutes les deux obtenues en 2019.
Après une saison 2023-2024 convaincante en tant que titulaire avec le Lech Poznań, Bartosz Mrozek est convoqué pour la première fois avec l'équipe nationale de Pologne par le sélectionneur Michał Probierz en août 2024. Mrozek est l'un des surprises de cette liste, alors qu'il n'était pas attendu en sélection, à un poste très concurrentiel où des joueurs comme Kamil Grabara, Radosław Majecki et Marcin Bułka sont annoncés comme le futur de la sélection polonaise au poste de gardien de but.

## Palmarès
Lech Poznań
- Championnat de Pologne (1) :
  - Champion : 2025.